# Eronyxa expansus
Eronyxa expansus là một loài bọ cánh cứng trong họ Trogossitidae. Loài này được van Dyke miêu tả khoa học năm 1916.